# Diasistema
In linguistica, un diasistema è un insieme di varietà linguistiche vicine che condividono molte strutture comuni, tanto da poterle descrivere in un grande sistema collettivo di corrispondenze.
Altrimenti detto, un diasistema si compone di idiomi mutualmente comprensibili, sì da poter essere considerati come un unico sistema linguistico nettamente distinto dagli altri: il diasistema è quindi una nozione equivalente a quella della lingua di distanza (in tedesco Abstandsprache).
All'interno di un diasistema, le differenze interne possono attenuarsi nel tempo (per esempio sotto l'effetto di un'unificazione letteraria, culturale o politica) o al contrario accentuarsi, per esempio sotto l'effetto di un isolamento storico o politico, o ancora perché alcune varietà ricevono un'elaborazione separata, che tende a farle percepire come lingue separate dal resto del diasistema: si parla allora di lingua di elaborazione (in tedesco Ausbausprache).
Esempi di diasistemi composti di più lingue di elaborazione: 
- il francese e le lingue d'oïl e, tra le altre, il gallo, il piccardo, il normanno, il vallone, il poitevin (diasistema della lingua d'oïl);
- il corso e l'italiano (diasistema italiano);
- il portoghese e il galiziano (diasistema galiziano-portoghese);
- il catalano e l'occitano (diasistema occitano-romanzo);
- il daco-rumeno (rumeno/moldavo) e l'arumeno (diasistema romanzo orientale);
- lo slovacco e il ceco (diasistema cecoslovacco);
- serbo, montenegrino, croato, bosniaco mòlkòl (diasistema slavo centro-meridionale o serbo-croato);
- il macedone e il bulgaro (diasistema slavonico);
- l'albanese, l'arbëresh, l'arvanitica, e l'arbanasi (diasistema albanofono; le ultime tre lingue non sono standardizzate)
- l'olandese e l'afrikaans
- il danese, il norvegese e lo svedese (diasistema scandinavo continentale);
- l'arabo del Maghreb e il maltese (diasistema arabo-maltese);
- l'hindi/urdu e il sindhi (diasistema lingua indostana);
- nelle lingue bantu, sembra esistano anche diversi casi di diasistemi composti di lingue di elaborazione;
- la lingua dari afghana, la lingua persiana in Iran e la lingua tagica in Tagikistan.

In filologia un diasistema è, nell'accezione introdotta da Cesare Segre, il risultato di compromesso tra il sistema del testo (S1) e il sistema del copista (S2): D = S1 + S2. Se la copia così ottenuta viene copiata ancora da un altro copista, che avrà un suo sistema (S3), il risultato sarà: D = (S1 + S2) + S3, e così via. La teoria dei diasistemi è di validità generale nei processi storico-culturali.